# Helga Mees
Helga Margot Volz-Mees (ur. 12 lipca 1937 w Saarbrücken, zm. 11 kwietnia 2014 w Schifferstadt) – niemiecka florecistka reprezentująca RFN, dwukrotna medalistka igrzysk olimpijskich i mistrzostw świata.
Jako juniorka startowała jako reprezentantka Protektoratu Saary. Na igrzyskach olimpijskich w Rzymie w 1960 roku była czwarta drużynowo, a w zawodach indywidualnych odpadła w ćwierćfinałach. Na rozgrywanych cztery lata później igrzyskach olimpijskich w Tokio była druga w rywalizacji indywidualnej. W rundzie finałowej zdobyła tyle samo punktów co Węgierka Ildikó Újlaky-Rejtő i Włoszka Antonella Ragno. W barażach przegrała z Újlaky-Rejtő i wygrała z Ragno, zdobywając srebrny medal. Parę dni później razem z Heidi Schmid, Rosemarie Scherberger i Gudrun Theuerkauff zdobyła brązowy medal w zawodach drużynowych. Brała też udział w igrzyskach olimpijskich w Meksyku w 1968 roku, gdzie drużynowo była piąta, a w rywalizacji indywidualnej odpadła w drugiej rundzie.
Podczas mistrzostw świata w Filadelfii w 1958 roku wspólnie z Astrid Berndt, Helmi Höhle, Ilse Keydel i Heidi Schmid zdobyła srebrny medal w turnieju drużynowym. W tej samej konkurencji zdobyła także brązowy medal na mistrzostwach świata w Budapeszcie rok później.